# Урочище

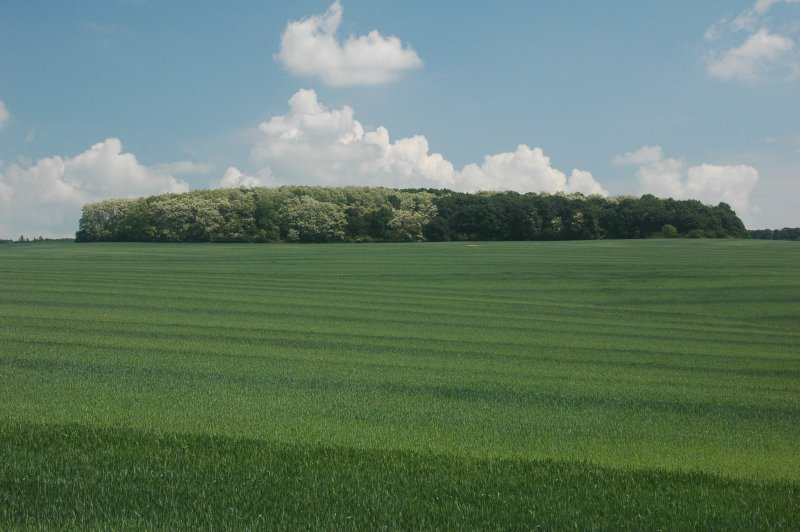
Урочище «На козах», Замчиско

Уро́чище — в широком смысле, любой географический объект или ориентир, о названии которого договорились («уреклись») люди.
Урочищем может стать место, выделяющееся по каким-либо признакам (своей почвой, растительностью и т. д.) из окружающего ландшафта. Например, это может быть лес среди поля, болото или овраг. Особое значение имеют объекты, выступающие естественными рубежами местности — «живые урочища». Нередко на топографических картах термин «урочище» используется вместе с соответствующим микротопонимом для обозначения территорий (обычно небольших — до нескольких десятков километров в поперечнике), имеющих устойчивое название у местного населения. Особенно распространена такая практика в России, Украине, Казахстане, Беларуси, Узбекистане, Туркменистане. Названия многих урочищ характеризуются большей древностью в сравнении с ойконимами.
К урочищам относят лесные массивы и луга, заросшие балки, поляны, сенокосные угодья, поля и земли для подсеки, береговые склоны и участки пойм, пастбища, оазисы, долины, места волоков, а также отдельные зоны степной растительности. Названия заброшенных населённых пунктов и небольших рек часто сохраняются на местности в качестве урочищ. Прежде многие историки и географы (в частности, П. А. Гильтебрандт) причисляли к урочищам любые селения. Н. И. Надеждин определял урочища как «все физические видоизменения пространства».
В физической географии урочищем именуется одна из морфологических частей географического ландшафта, сопряжённая система фаций и их групп (подурочищ), объединяемых общей направленностью физико-географических процессов и приуроченных к одной мезоформе рельефа на однородном субстрате.

## Геосистемные особенности урочища

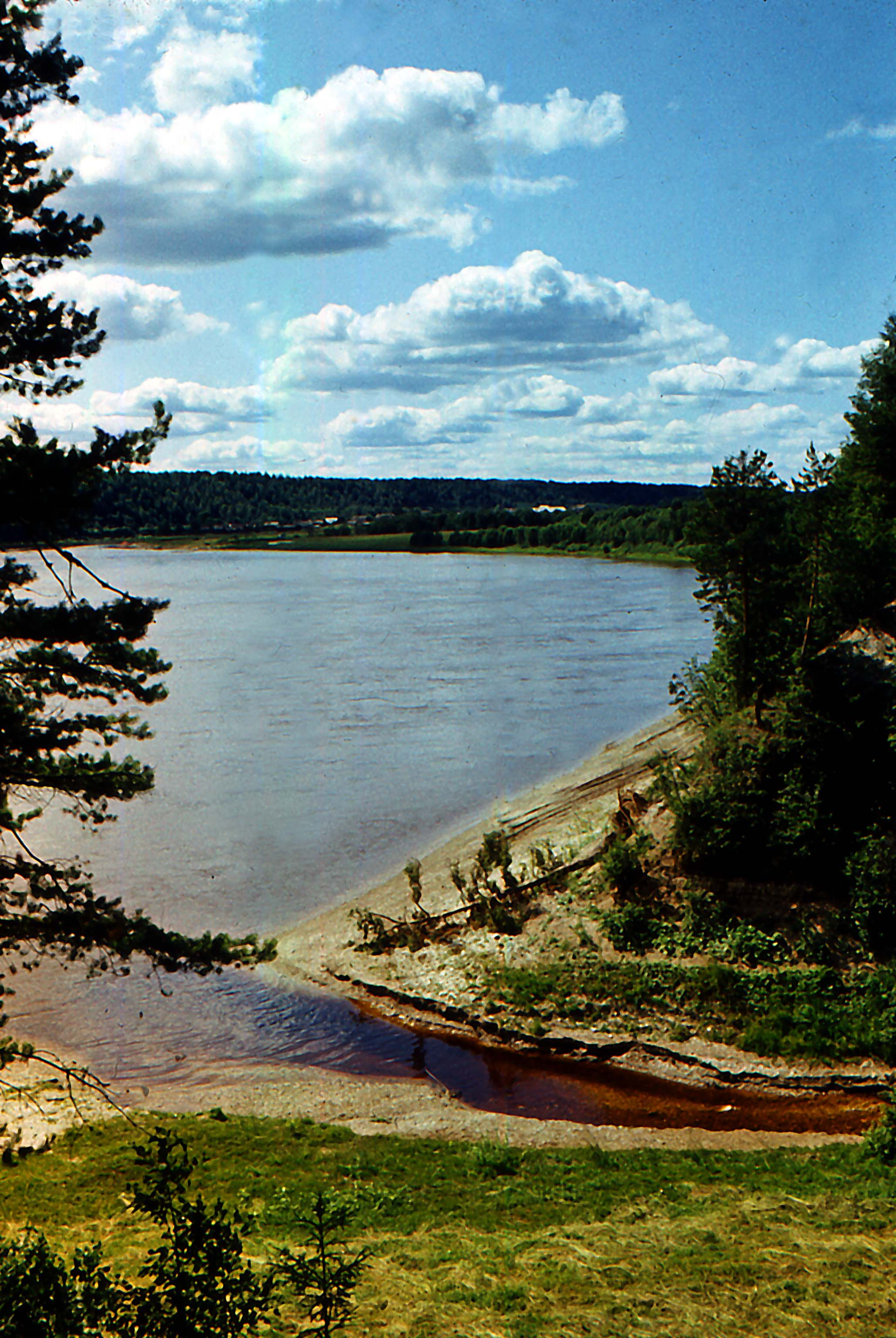
Сухона. Урочище (овраг) Пуртос

Наиболее отчётливо они выражены в условиях расчленённого рельефа с чередованием выпуклых («положительных») и вогнутых («отрицательных») форм мезорельефа — холмов и котловин, гряд и ложбин, межовражных плакоров и оврагов и т. п. Урочище — важная промежуточная ступень в геосистемной иерархии между фацией и ландшафтом. Оно обычно служит основным объектом полевой ландшафтной съёмки.
Различают доминантные (наиболее распространённые в ландшафте) и субдоминантные урочища (второстепенные по занимаемой площади).

## Подурочище
Подурочище — морфологическая единица ландшафта, природно-территориальный комплекс более высокого ранга, чем фация, и более низкого, чем урочище. Подурочище не является обязательным элементом морфологической структуры ландшафта. Подурочище представляет собой сопряжённый ряд, образованный группой тесно связанных генетически и динамически фаций, расположенных на одном элементе мезорельефа одной экспозиции и объединённых общими процессами перераспределения питательных веществ, тепла и влаги.
Примерами подурочищ могут являться фации южного склона балки или западного склона моренного холма. Фации, входящие в состав подурочищ, могут различаться некоторыми свойствами почв (гранулометрическим составом, степенью оподзоленности, интенсивностью процессов смыва и т. д.) и растительности (находящейся в прямой зависимости от уровня грунтовых вод и закономерно меняющейся по градиенту увлажнения вверх или вниз по склону).
Термин «подурочище» предложил Д. Л. Арманд в 1952 году.